# Desa Padasuka (administrativ by i Indonesien, Banten, lat -6,37, long 106,35)
Desa Padasuka är en administrativ by i Indonesien.   Den ligger i provinsen Banten, i den västra delen av landet, 60 km väster om huvudstaden Jakarta.